# Union du congrès pour le droit de vote des femmes
L'Union du congrès pour le droit de vote des femmes (Congressional Union for Woman Suffrage) est une organisation américaine fondée en 1913 et dirigée par les suffragettes Alice Paul et Lucy Burns pour faire campagne en faveur d'un amendement constitutionnel garantissant le droit de vote des femmes au niveau fédéral.
Ce mouvement s'inspire de celui des suffragettes du Royaume-Uni, et connait son apogée en avril 1916 lors du Suffrage Special  : une tournée de propagande en train dans onze États de l'Ouest américain, où les femmes bénéficiaient déjà du droit de vote contrairement à leurs consœurs du Sud et du Nord-Est.
La structure disparaît en 1917, lorsqu'elle est incorporée au National Woman's Party, un nouveau parti politique également fondé par Alice Paul et Lucy Burns. Toutefois, l'idée d'une tournée de promotion en train sera réutilisée en 1919 par les suffragettes américaines pour faire campagne lors du vote du XIXe amendement et le nom Congressional Union réemployé par un mouvement féministe des années 1980, fondé par Sonia Johnson.

## Fondation de l'organisation
La suffragette Alice Paul est élue en 1912 à la direction du Comité du Congrès de la National American Woman Suffrage Association (NAWSA), comité dont le but est de promouvoir l'idée d'un amendement constitutionnel en faveur du suffrage féminin, à la manière du XVe amendement. Ce dernier garantit le droit de vote aux anciens esclaves noirs depuis 1870. Or l'idée de demander rapidement un amendement fédéral ne fait pas l'unanimité au niveau de la NAWSA : les tentatives de faire voter un tel amendement ont toutes échoué depuis la cession du Congrès de 1878, alors qu'entre 1910 et 1912, ce sont en 5 nouveaux  États de l'Ouest qui accordent le droit de vote aux femmes. Le bureau de la NAWSA pense donc qu'il vaut mieux revendiquer le droit de vote État par État et attendre d'avoir une majorité d'États pro-suffrage, avant de lancer l'idée d'un amendement au niveau fédéral.
Par ailleurs, des féministes influentes des États du Sud sont fermement opposées à l'idée d'un amendement qui donneraient le droit de vote aux femmes noires. Ainsi, Laura Clay (en) est d'avis que pour convaincre les suprémacistes blancs d'accorder le droit de vote aux femmes des États du Sud, il faut que celui-ci soit réservé aux seules femmes blanches éduquées. Auditrice du conseil d'administration de la NAWSA depuis janvier 1896, et présidente et fondatrice, en 1888, d'un premier club en faveur du suffrage féminin dans un État du Sud  (le Kentucky Equal Rights Association), elle a déjà remporté de nombreuses victoires au niveau du parlement de son État d'origine pour l'émancipation des femmes, notamment dans le cadre de l'accès à l'éducation supérieure et aux professions médicales dans les années 1890.
L'Union du Congrès a pour but d'aider le Comité du Congrès de la NAWSA et ses dirigeantes font partie de ce comité. Durant les premiers mois de son existence, l'Union du Congrès se met au service de la NAWSA pour renforcer le Comité du Congrès, alors en déclin. En mars 1913, après avoir pris conscience de la quantité de travail à accomplir, la structure devient autonome pour ses propres opérations et son financement, tout en restant affiliée à la NAWSA. À l'automne 1913, la féministe Carrie Chapman Catt accuse l'institution d'insubordination et d'irrégularités financières, allégations qu'elle rétractera plus tard. Les stratégies et méthodes des deux organisations étant opposées, les dirigeantes de la NAWSA se sentent menacées. En décembre 1913, la National American Woman Suffrage Association élit un nouveau Comité du Congrès et rompt définitivement ses liens avec l'Union du Congrès.

## Une organisation activiste

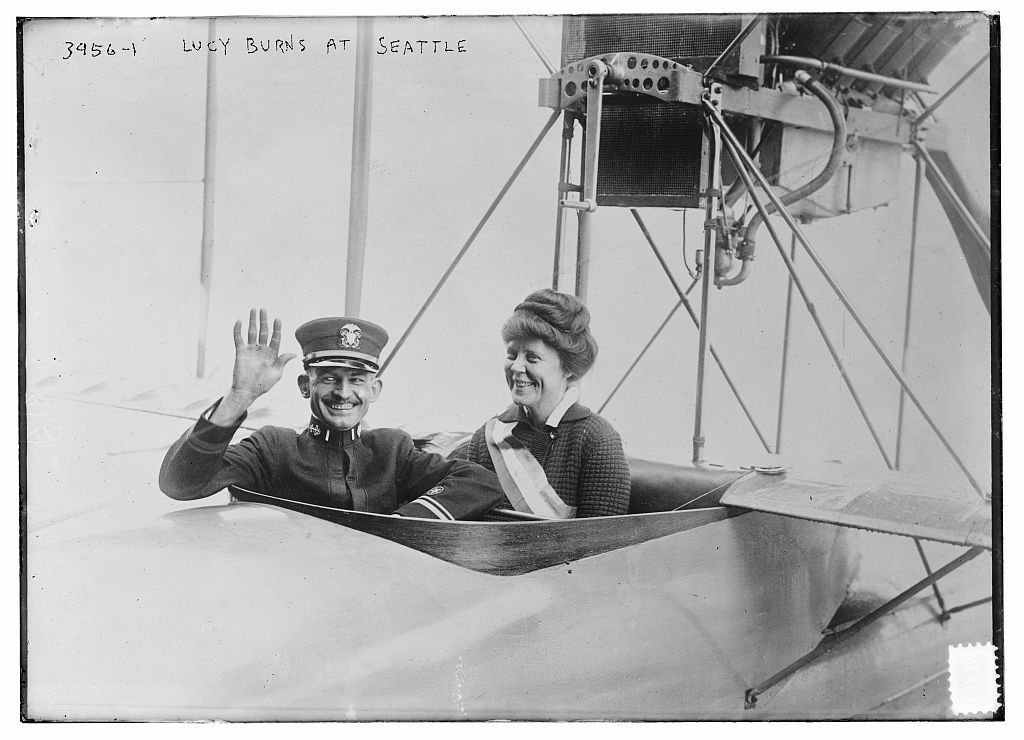
Lucy Burns à bord d'un avion à Seattle.

L'Union du Congrès pour le suffrage des femmes fait appel à de jeunes femmes qui ont une nouvelle approche dans la lutte pour le suffrage des femmes, inspirée par les suffragettes britanniques. Alice Paul est d'avis que les femmes ne devraient pas avoir à mendier pour leurs droits civiques. Elle a présenté aux membres de l'organisation certaines des méthodes utilisées par les militantes de l'Union sociale et politique des femmes en Grande-Bretagne. Il s’agit notamment d’organiser des manifestations massives non-violentes et de tenir, à la manière de grévistes, un piquet quotidien devant la Maison Blanche,. L'Union du Congrès pour le suffrage des femmes compte 4 500 membres et a collecté plus de 50 000 $ de fonds en 1914 Certaines de ces femmes seront arrêtées et emprisonnées pour leur activisme.
Le siège de l'Union du Congrès est implanté sur F Street à Washington, DC, non loin du luxueux hôtel Willard, dans un bureau bien situé, financé sur les fonds propres du mouvement,. L'organisation organise des « écoles pour le droit de vote  des femmes » afin de faire connaître leur cause et planifie plusieurs réunions chaque jour. L'Union du congrès n'est pas organisée par États ou districts, mais il existe différentes branches de l'organisation dans un certain nombre d'États. Si le cœur de son travail est à Wahington D.C., la structure reste très mobile. Elle publie un journal appelé The Suffragist, contenant des articles de membres éminents, dont Alice Paul, Lucy Burns et Inez Milholland. Le journal emploie Nina Allender comme dessinatrice principale et publie des dessins d'artistes tels que Cornelia Barns, le canadien Boardman Robinson et Marietta Minnigerode Andrews (en).

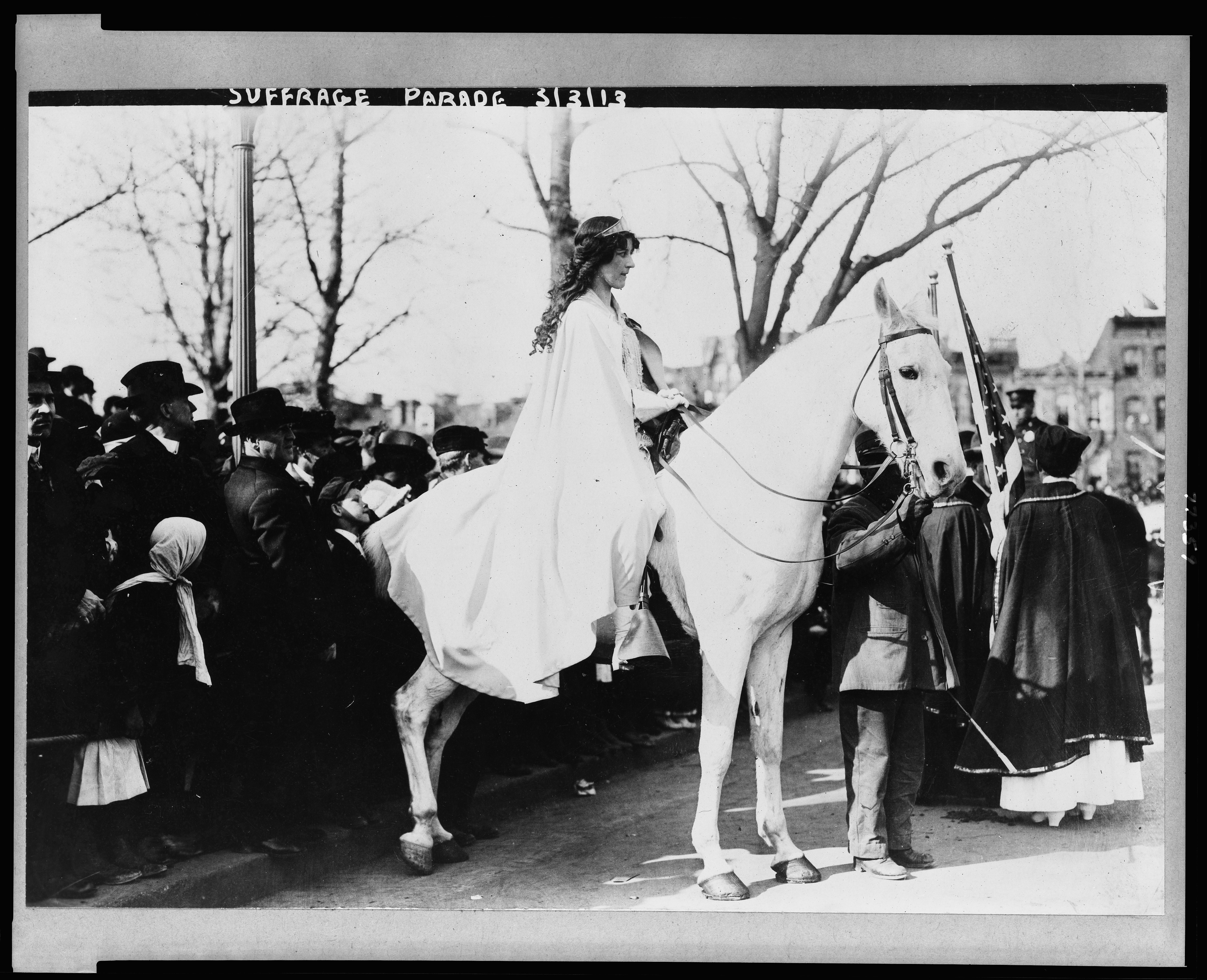
Inez Milholland lors de la manifestation pour le droit de vote des femmes le 3 mars 1913.

L'Union du Congrès fait activement campagne pour un amendement constitutionnel garantissant le suffrage universel des femmes. À l'instar des suffragettes de Grande-Bretagne, l'organisation rejette sur le parti majoritaire au parlement  (à l'époque le Parti démocrate, avec pour président Woodrow Wilson) l'absence d'avancée sur un amendement sur le suffrage féminin au niveau fédéral. Les membres de l'organisation font dès lors systématiquement campagne contre les candidats démocrates dans l’espoir d’empêcher leur réélection, y compris lorsque les candidats en question sont favorables au droit de vote des femmes. Cette position extrême leur vaut les critiques de la National American Woman Suffrage Association.

## LeSuffrage Speciallors de la campagne électorale de 1916

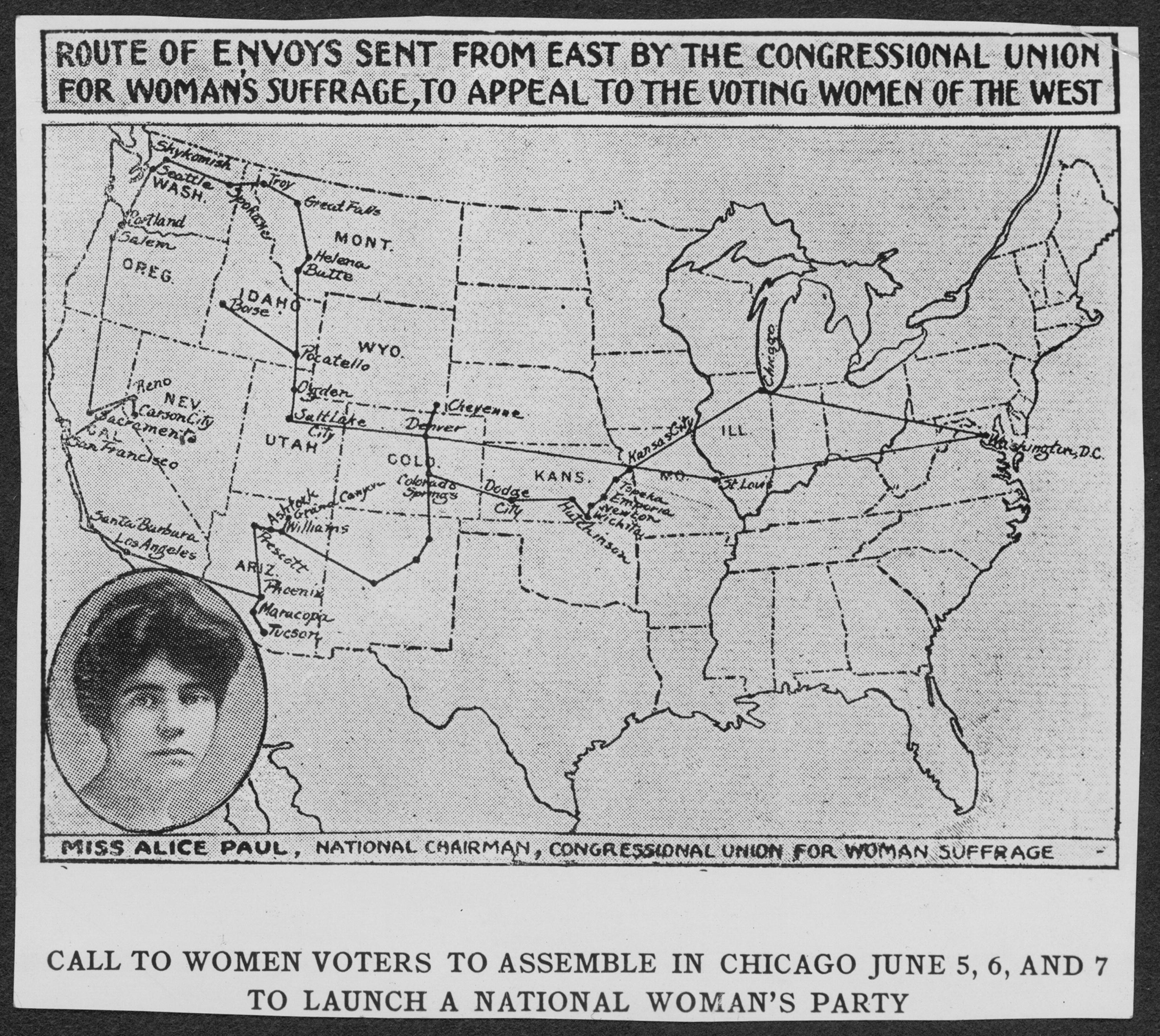
La route suivie par le Suffrage Special au printemps 1916.

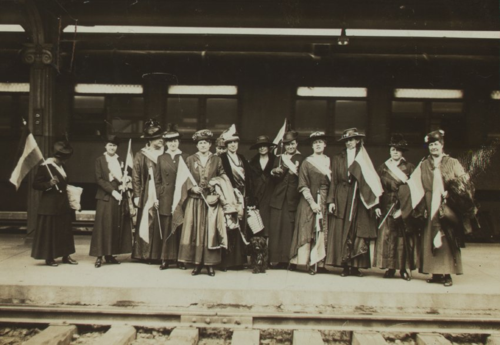
Les suffragistes devant le Suffrage special à proximité de Washington DC, à leur retour en mai 2016.

Début 1916, les militantes de l'association planifient une tournée dans les clubs féminins des états de l'Ouest américains, états qui autorisent déjà le suffrage des femmes. Leur idée est de demander le soutien de ces électrices pour obtenir le droit de vote pour l'ensemble du pays. Les femmes des 11 états concernés : Wyoming, Colorado, Utah, Idaho, Washington, Californie, Arizona, Kansas, Oregon, Montana et Nevada, et celles du territoire de l'Alaska, peuvent en tant qu'électrices peser sur le résultat des élections nationales. 
Le 8 avril 1916, les militantes affrètent pour cela un train baptisé avec du jus de raisin californien, le Suffrage Special.  Le convoie quitte Washington le 9 avril 1916, pour une tournée de 5 semaines, au son d'un brass band qui joue La Marseillaise puis le cantique Onward Christian Soldiers (en),. Chaque arrêt du train donne lieu à des événements largement médiatisés, où les militantes sont accueillies par des féministes mais aussi par les autorités locales. Des drapeaux aux couleurs de leur organisation sont accrochés aux fenêtres des maisons . À San Francisco, le 26 avril 1916, les suffragettes sont reçues par le maire de la ville James Rolph et l'avocate Gail Laughlin, qui s'illustrera à la fin des années 1920 lors de l'Equal Rights Amendment,  préside un meeting et le 1er mai 1916, le train arrive à Seattle, où une réunion se tient dans le Théâtre Moore (en) devant 1 500 participants. Dans cette ville, Lucy Burns est invitée par le pilote Terah Maroney, un pionnier américain de l'aviation, à prendre place à bord de son avion pour un vol au-dessus de la ville. Les déclarations, pétitions et marques de soutien collectées durant le voyage sont remises au Congrès, en grande pompe, le 16 mai 1916, lorsque le train regagne la capitale.

## Parti national des femmes
L'Union du Congrès crée le Parti national des femmes lors d'une réunion à Chicago qui se tient les 5, 6 et 7 juin 1916,. Ce parti regroupe  des membres de l'Union du Congrès, et Alice Paul en est également la cheffe de file,. Un comité de campagne est formé au sein du nouveau parti, avec la représentante du Nevada, Anne Martin, comme présidente. En 1917, les deux organisations fusionnent pour former le National Woman's Party (NWP) et élisent Alice Paul comme présidente,. 

## Héritage
À la suite de l'expérience du Suffrage Special, les suffragettes organisent une nouvelle tournée en train, en février 1919, pour promouvoir l'adoption du XIXe amendement et elles baptisent ce nouveau train le Prison Special (en). Parmi les personnalités qui embarquent à bord du Prison Special on trouve quelques vétérantes du Suffrage Special  dont  Abby Scott Baker (en), Lucy Gwynne Branham et Lucy Burns.
En 1981, un groupe de femmes, dont la célèbre féministe Sonia Johnson, forment une organisation qu'elles appellent Congressional Union, à New York, pour  lutter en faveur de l'Equal Rights Amendment (ERA). Ces femmes ont été inspirées par les suffragettes de 1913, comme l'a noté Johnson dans son livre, Going Out of Our Minds: The Metaphysics of Liberation, « ... nous nous sommes appelées l'Union du Congrès et nous reprenons le nom et l'idéologie de l'organisation féministe créée en 1914 par Alice Paul et Lucy Burns... ». Fin juin 1982, la nouvelle Union du Congrès organise une cérémonie funèbre ainsi qu'une « célébration de la renaissance » pour l'E.R.A. aux Archives nationales.
Cette organisation s'est ensuite scindée. Un groupe de femmes, dont Sonia Johnson, a formé une nouvelle organisation féministe connue sous le nom de A Group of women (en).

## Publications
- (en) Mary Ritter Beard et Florence Kelley, Congressional Union for Woman Suffrage (U.S.), Why women demand a federal suffrage amendment : difficulties in amending state constitutions, a study of the constitutions of non-suffrage states, Congressional Union for Woman Suffrage, 1916 (OCLC 43455255, lire en ligne), p. 4.
- (en) National Woman's Party etc., The Suffragist Weekly organ of the Congressional union for women suffrage and of the National woman's party, 1913- (OCLC 867041808, lire en ligne).